# Благовещенский погост
Благовещенский Погост — погост с каменной церковью Благовещения рядом с деревней Тимошкино в Кольчугинском районе Владимирской области России. Церковь была построена около 1501 года во владениях рода Нагих и использовалась, в том числе как усыпальница. В 1573 году село Скоморохово Никольское тож вместе с погостом было передано Иваном Григорьевичем Нагим во владение Троице-Сергиева монастыря. В 1797 году с разрешения епископа Владимирского и Суздальского Виктора к главной церкви была пристроена трапезная. Каменная колокольня построена в 1833 году, одновременно или чуть раньше были расширены окна первоначальной церкви. Также на погосте расположена деревянная церковь Знамения Пресвятой Богородицы, построенная в 1751 году на средства архимандрита города Казани Иоанна.     

## География
Погост расположен на берегу реки Шорны (приток реки Большой Киржач ) в 20 км на восток от районного центра города Кольчугино.

## Архитектурные особенности
Сам храм Благовещения построен из кирпича, алтарь троечастный, разделенный толстыми каменными стенами, престол выложен из кирпича, свод поддерживается двумя столбами, а вместо железных связей вложены дубовые брусья, что по мнению авторов XIX века говорит о древности этой церкви, так как в их времена такой способ строительства был уже сильно архаичным.

Летом 1928 года церковь обследовал и обмерял аспирант Ленинградского университета, а впоследствии знаменитый археолог, доктор исторических наук Н.Н. Воронин.  Его сравнение церкви Благовещенского погоста с церквями того же периода постройки косвенно подтверждает дату постройки – начало XVI века. Также указывается на дискуссионность вопроса о мастерах строивших Благовещенскую церковь: 
Смелость конструкции Благовещенской церкви совмещается с робостью и неумелостью строителя
Однако наиболее вероятными строителями храма выступают представители либо ростовской, либо псковской  архитектурной школы, хотя Воронин отмечает и сходство Благовещенской церкви с архитектурой молдаванских церквей того времени:
Следует отметить родство некоторых особенностей Благовещенской церкви с архитектурой молдаванских церквей, строенных преимущественно воеводами или видными представителями боярства, большинство из них является усыпальницами

## История
По документально не подтвержденным данным церковь на погосте построена в 1501 году и была освящена в честь Христова мученика Никиты:
К селу Никольскому погост на речке Шорноге, а в нем церковь каменная Христова муч. Никиты, да придел Сергия чудотв. от Литовского разорения стоит пуста без пения, а на церковной земле мест причетников церковных: поповское, пономарское и просвирницыно.
В 1539 году в церкви под белокаменной плитой был погребен Иван Иванович Нагой Слепой, который считается основателем каменной церкви на погосте:
Лета 7047 месяца апреля в 10 день преставися Иван Иванович Нагой.
В 1573 году Иван Григорьевич Нагой завещал село Никольское Скоморохово тож, к которому скорее всего относился и погост, Троице-Сергиеву монастырю:
дал вкладу Иван Григорьевич Нагово по себе и по жене своей Марфе, и по своих родителях вотчину свою в Юрьевском уезде Польском село Новое Скоморохово Никольское тож, а в нем храм Николы чудотворца, да к селу ж 3 деревни да 6 пустошей… 
Сам погост село Никольское Скоморохово тож и сельцо Тимошкино находились в Тихотином стане Юрьев-Польского уезда до областной реформы Екатерины II, по которой перешли в Киржачский уезд, а после его упразднения в Александровский.

Во времена Смуты погост был разорен польско-литовскими интервентами и до 1632 года церковь стояла без богослужений, когда сам Патриарх Филарет освятил церковь в честь Благовещения Пресвятой Богородицы, что подтверждается надписью на полотняном антиминсе, хранившимся в церкви еще в XIX веке: 
Освятится алтарь Великого Господа Бога и спаса нашего Иисуса Христа в Храме Пресвятыя Богородицы Честнаго и Славнаго Ея Благовещения на память Святых Мученицы Варвары и Преподобного отца нашего Иоанна Дамаскина Великим Государем Святейшим Филаретом Патриархом Московским всея руси при державе Благоверного и Христолюбиваго Государя Царя и Великого Князя Михаила Федоровича всея Русии Самодержца и при Благородном Царевиче Князе Алексее Михайловиче всея Руси. В лета 7140го декабря в 4 день.
В 1751 году на погосте на средства архимандрита города Казани Иоанна была построена деревянная церковь Знамения Пресвятой Богородицы, которая стала использоваться как теплый храм, Благовещенская церковь стала летней.
До секуляризационной реформы 1764 года Благовещенский погост вместе с селом Скомороховым и деревней Тимошкиной принадлежал Троице-Сергиеву монастырю. В последствии передан в коллегию экономии.
В 1797 году к Благовещенской церкви с разрешения епископа Владимирского и Суздальского Виктора к главной церкви была пристроена трапезная.

В 1833 году построена Каменная колокольня, одновременно или чуть раньше были расширены окна:
...судя по стилю архитектуры, по толщине стен, дубовым связям и узким окнам, из которых некоторые, лет двадцать тому назад, разделаны шире; причем оказалась такая твердость кладки стен, что скорее ломались железные орудия, чем пробивались стены.
Решением Владимирского областного совета от 5 октября 1960 г. N 754 церковь была поставлена под надзор, а в 80-х годах была признана памятником культурного наследия регионального значения. Номер в едином государственном реестре объектов культурного наследия – 331610684160005. Как церковь Благовещения, так и деревянная церковь Знамения Пресвятой Богородицы нуждаются в реставрации.

## Список источников
1.         Акты Русского государства 1505-1526 гг. Отв. ред. А.А. Новосельский, Л.В. Черепнин. М., Наука, 1975. С.33
2.         Калачов, Н. В. Писцовые книги XVI в: Местности губерний Московской, Владимирской и Костромской – СПб.: Издательство русского географического общества, 1872. С. 856.
3.         Холмогоров Г.И. Материалы для истории Владимирской епархии: Вып. 4: Юрьевская десятина жилых данных церквей и пустовых церковных оброчных земель. - Владимир: типо-лит. В.А. Паркова, 1896.  С. 116.
4.         Вкладная книга Троице-Сергиева монастыря.  Отв. ред. Б. А. Рыбаков. М., 1987. С. 70.
5.         Отдел рукописей РГБ Ф.303\I Отдел I. Грамоты царей. Д. 2
6.         Добронравов В.Г. Историко-статистическое описание церквей и приходов Владимирской епархии. Владимир: Типо-лит. В. А. Паркова, 1895. С. - 330-334.
7.         Лобанов-Ростовский, А. Б. Русская родословная книга. Т. 2. - 2-е изд. - СПб., 1895. С. 1-4.
8.         Орлов В.М.. Описание церквей и приходов Владимирской епархии. Т. 1. Александровский уезд / сост. Василий Орлов. - Владимир, 1886. С. 8-12
9.         Тихонравов Н. Известие о Благовещенском погосте. Владимирские губернские ведомости. Часть неофициальная - 1851. – 03 ноября (№ 44). С. 297-299
10.       Записки Имп. Археологического общества. Т. 4 СПб.: тип. Экспедиции заготовления Гос. бумаг, 1852. С. – 46-49
11.       Воронин Н.Н.  К истории русского зодчества XVI века. В кн.: Государственная академия истории материальной культуры. Бюро по делам аспирантов. Л., 1929. Вып. 1. С. 83-93
12.       Малов В.С. В тени исчезнувших аллей. Статьи и доклады. Александровский художественный музей. Александровский историко-краеведческий клуб «Отечество». Владимир, Собор, 2018. С. 101-102.
13.       Писцовая книга Юрьев-Польского уезда кн. Г.А. Шехонского, подьячих П. Васильева и Р. Бекетова 1644/45-1646/47 годов: Исследование и тексты [Серия «Писцовые материалы Владимиро-Суздальской земли»]/Сост. К.И. Гусынкин. – М.; СПб.: Альянс-Архео, 2020. С. 335-340.